# Ptaki (przystanek kolejowy)
Ptaki – od 1.04.1973 zlikwidowany wąskotorowy kolejowy przystanek osobowy w Ptakach, w województwie podlaskim, w Polsce.